# Shambles
Shambles – wąska ulica w centrum Yorku, w Anglii (Wielka Brytania). Jedna z głównych atrakcji turystycznych tego miasta, należy do najlepiej zachowanych średniowiecznych ulic w Europie.

## Historia
Wzmianka w Domesday Book z 1086 roku wskazuje, że w miejscu tym funkcjonowało ówcześnie targowisko z dwoma kramami rzeźniczymi. W 1240 roku ulica, wówczas już prawdopodobnie gęsto zabudowana, została odnotowana pod nazwą Haymongergate, w 1394 roku – Nedlergate, a w 1426 roku – Great Flesh Shambles („wielki targ mięsny”). Ta ostatnia z czasem uległa skróceniu do obecnej – (The) Shambles. Słowo shambles oznaczało w XV/XVI-wiecznej angielszczyźnie miejsce uboju lub sprzedaży mięsa (jatki). Współcześnie znaczenie to zanikło; słowo to oznacza zaś: bałagan, chaos, zamieszanie.
Ulica przez wiele wieków pozostawała skupiskiem zakładów rzeźniczych. W 1798 roku odnotowano ich tutaj 19, a w 1830 roku – 25 spośród 88 działających w całym mieście. Jeszcze w 1981 roku funkcjonowały dwa. Przy obu wylotach z ulicy mieściły się niegdyś średniowieczne kościoły – Świętego Krzyża (St Crux Church) oraz Świętej Trójcy (Holy Trinity Church), zburzone w latach 1887 i 1936. Jedną z mieszkanek ulicy była Margaret Clitherow (1556–1586), święta katolicka, żona rzeźnika.
Ulica jako jedyna w okolicy zachowała swój średniowieczny charakter. Wiele podobnych ulic wyburzono wraz z zabudową w XIX i na początku XX wieku ze względu na ich daleko idące zaniedbanie; mieściły się na nich slumsy. Shambles już w XIX wieku była wzmiankowana jako atrakcja w przewodnikach turystycznych, zaczęła być przedmiotem zainteresowania konserwatorskiego w latach 30. XX wieku. Ulica przetrwała nienaruszona niemiecki nalot bombowy na York w kwietniu 1942 roku (tzw. Baedeker Blitz). W latach 50. XX wieku wiele budynków poddano renowacji i objęto ochroną jako obiekty zabytkowe.
W przeprowadzonym w 2010 roku plebiscycie Google Street View Awards ulica została uznana za najbardziej malowniczą w Wielkiej Brytanii.
Ulica często podawana jest jako źródło inspiracji dla J.K. Rowling do stworzenia ulicy Pokątnej, skupiska sklepów dla czarodziejów w serii powieści Harry Potter. Sama autorka w 2020 roku zaprzeczyła, że kiedykolwiek odwiedziła bądź widziała tę ulicę. Według innej teorii ulica mogła być inspiracją dla autorów ekranizacji tego cyklu. Współcześnie (2025) na ulicy działają liczne sklepy tematycznie nawiązujące do Harry’ego Pottera, a sama ulica masowo odwiedzana jest przez turystów, często właśnie ze względu na ten związek, rzekomy bądź prawdziwy.

## Opis
Wąska, brukowana ulica. Jej zabudowę stanowią zasadniczo dwu- i trzykondygnacyjne domy mieszkalne, na parterach których mieszczą się sklepy i inne obiekty handlowo-usługowe, współcześnie głównie nastawione na obsługę turystów. Dominuje zabudowa XV-wieczna, choć najstarsze budynki pochodzą z XIV wieku, a najnowsze z wieku XIX; część na przestrzeni wieków gruntownie przebudowano. Wiele budynków ma konstrukcję ryglową. Charakterystyczną cechą wielu z nich jest to, że ich górne kondygnacje są wysunięte w stronę ulicy, poza obrys parteru.
Wiele obiektów (łącznie 30) ujętych jest w rejestrze zabytkowych budynków jako zabytki klas II* i II.

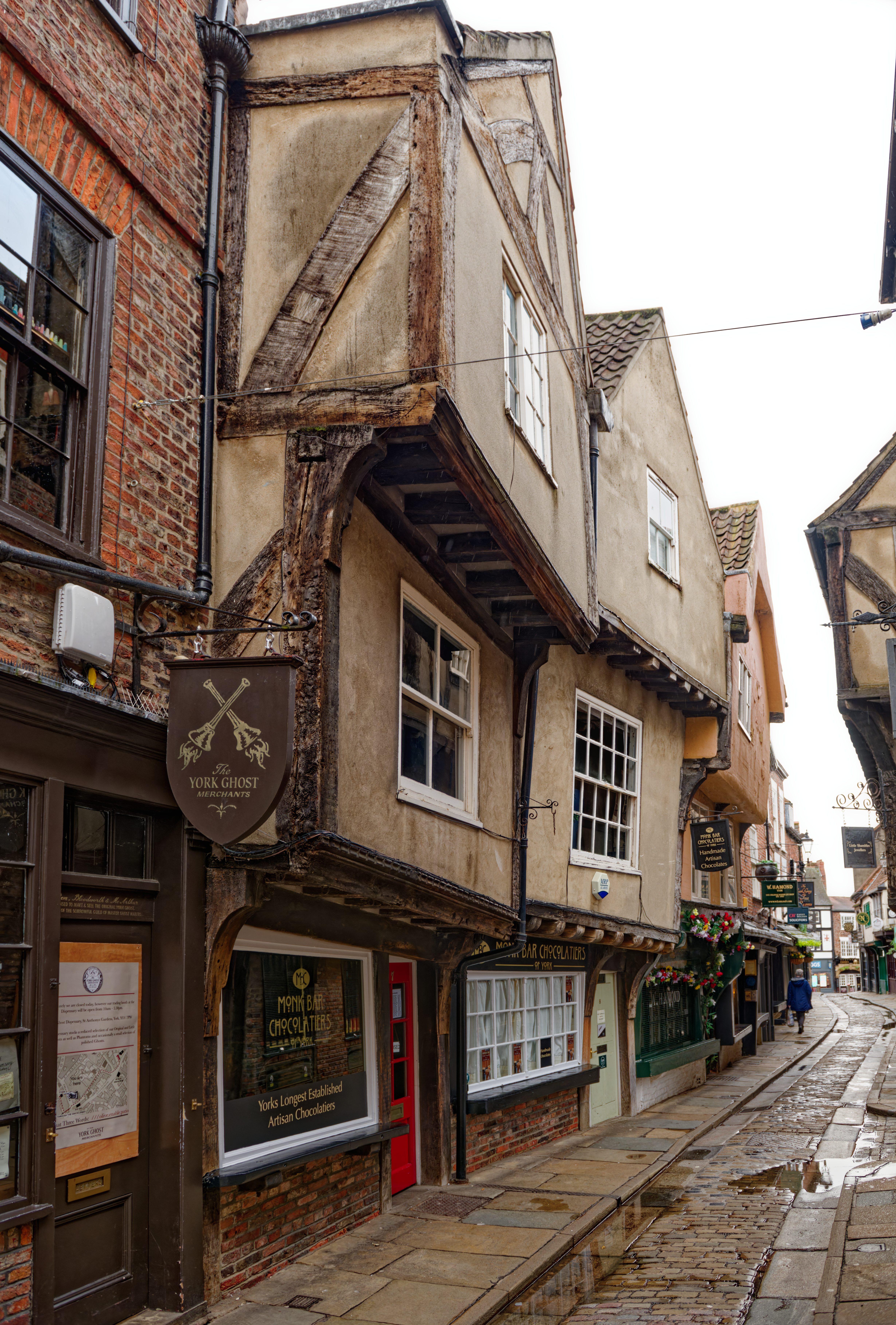
Domy z XV wieku
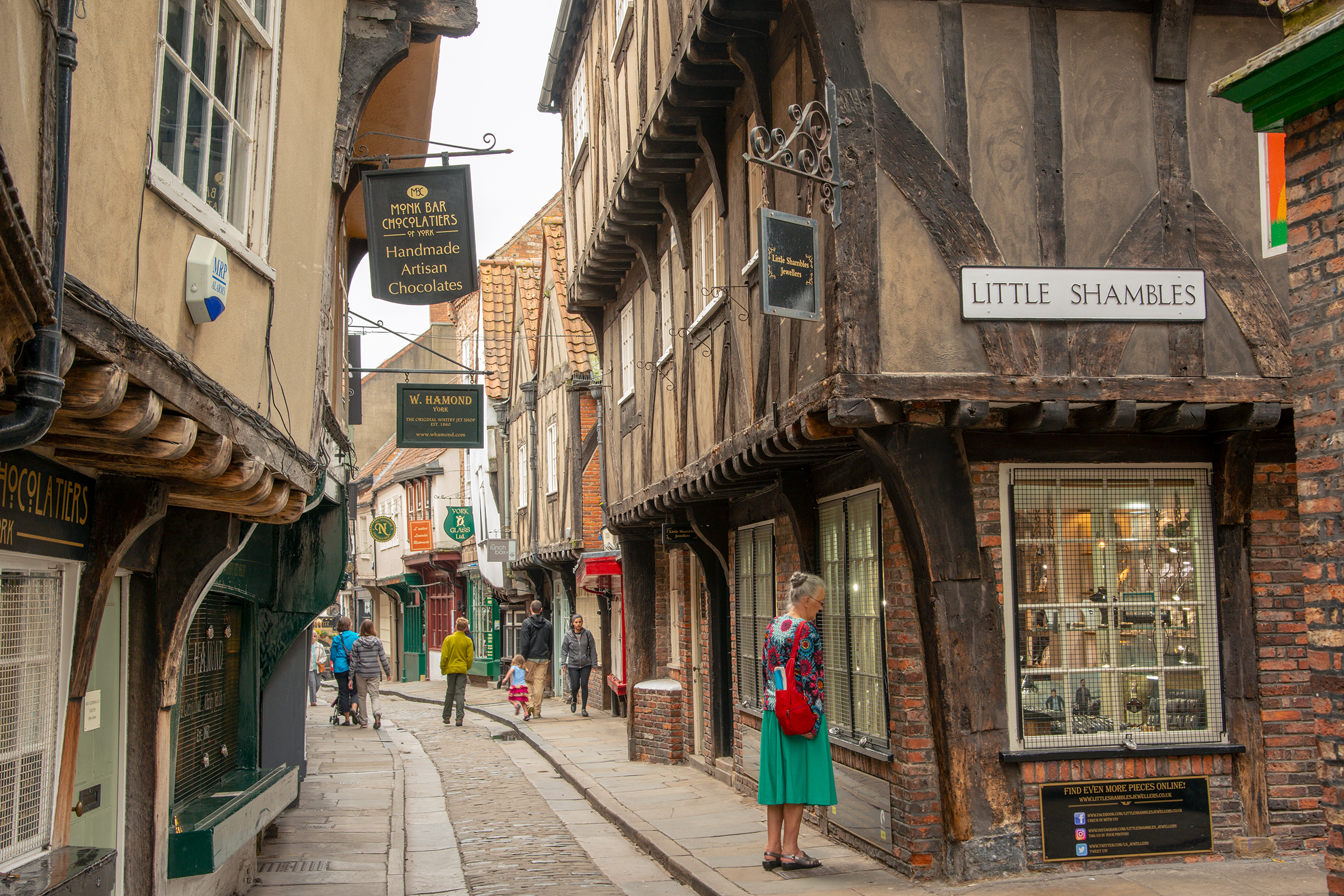
Narożnik ulic Shambles i Little Shambles
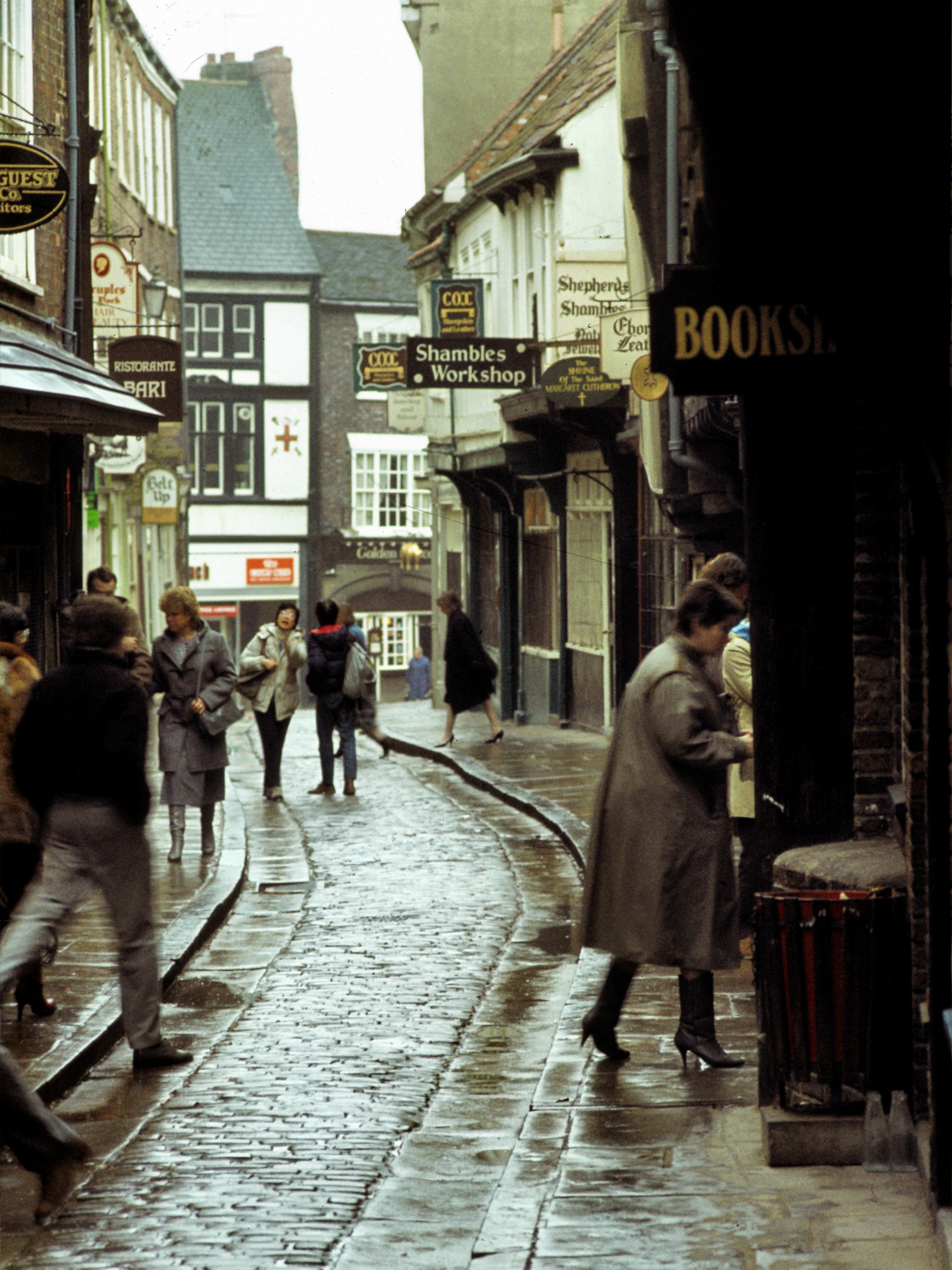
Ulica w 1985 roku
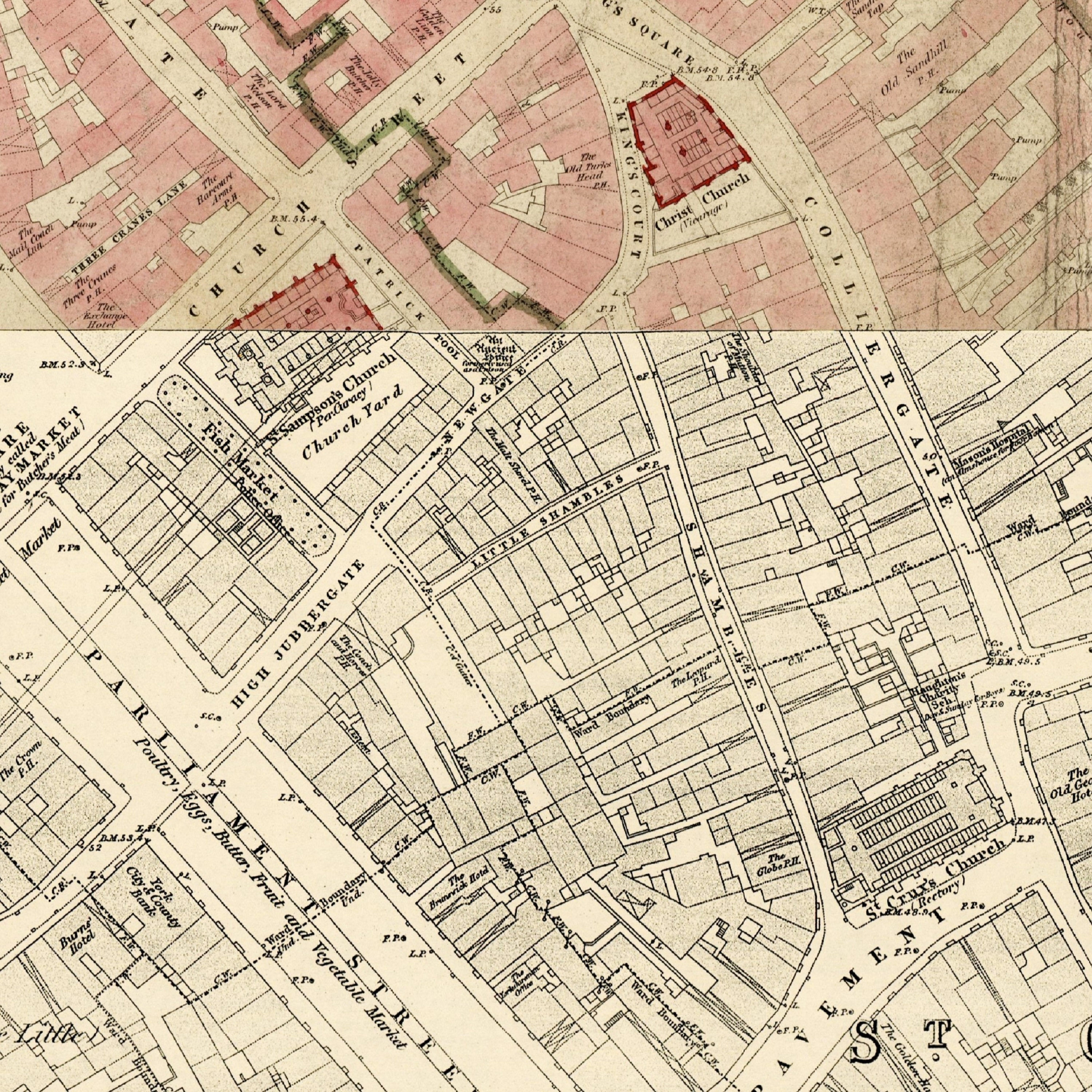
Ulica na wycinku planu Yorku z 1852 roku (w części prawej)